# مات ويليام نولز
مات ويليام نولز (بالإنجليزية: Matt William Knowles)‏ وإسمه الصيني ما تاي (بالصينية: 马泰) هو ممثل أمريكي ولد في يوم 16 أكتوبر 1985 في مدينة غرينفيل في الولايات المتحدة، مثل في عدة أفلام مثل أسورا وأحبني إن كنت تجرؤ وسورغم أحمر.